# بريندا كاسترو
بريندا كاسترو (بالإسبانية: Brenda Castro)‏ هي عارضة كوستاريكية، ولدت في 25 يوليو 1992 في Guápiles, Pococí ‏ في كوستاريكا.